# Slag om de Mbidizirivier
De Slag om de Mbidizirivier was een militaire confrontatie in juni 1670 tussen troepen van het graafschap Soyo en die van de Portugese kolonie Angola tijdens de Kongolese Burgeroorlog. De strijd maakte deel uit van een veldtocht om de macht van Soyo in de regio te breken. De Portugezen behaalden een beslissende overwinning, brachten zware verliezen toe en doodden de leider van Soyo.

## Situatie vóór de Kongolese Burgeroorlog
In 1665 kwam het koninkrijk Kongo in botsing met hun voormalige bondgenoten, de Portugezen, tijdens de Slag bij Mbwila. Het gevecht resulteerde in een verpletterende Portugese overwinning, waarbij de Mwene Kongo António I en het grootste deel van de adel van het koninkrijk omkwamen. Daarna brak er een brute burgeroorlog uit in Kongo tussen het huis Kinlaza, dat had geregeerd onder de overleden koning, en het huis Kimpanzu.
Soyo, de thuisbasis van veel Kimpanzu-aanhangers, was gretig om te profiteren van de chaos. Binnen enkele maanden na de nationale tragedie bij Mbwila viel de prins van Soyo de hoofdstad São Salvador binnen en zette zijn protegé, Afonso II, op de troon. Dit gebeurde opnieuw in 1669, toen Álvaro IX op de troon werd geplaatst.
In deze periode groeide zowel bij de Portugese autoriteiten als bij het centrale gezag in Kongo de ergernis over de aanhoudende inmenging van Soyo in de binnenlandse aangelegenheden van het koninkrijk. Terwijl leden van de Kinlaza-factie en andere groeperingen binnen Kongo vreesden voor een mogelijke militaire interventie vanuit Soyo, beschouwde de gouverneur van Luanda de gestage uitbreiding van Soyo’s macht als een directe bedreiging voor de regionale machtsbalans.
Door haar toegang tot Nederlandse handelaren, die bereid waren vuurwapens en artillerie te leveren, en haar diplomatieke betrekkingen met het pauselijk hof, ontwikkelde Soyo zich tot een regionale grootmacht, vergelijkbaar met het Koninkrijk Kongo vóór de nederlaag bij Mbwila.
In een wanhopige poging om het machtsevenwicht te herstellen, richtte de verzwakte centrale overheid van Kongo zich tot de Portugese gouverneur in Luanda met het verzoek tot een militaire interventie in Soyo. Als tegenprestatie beloofde Kongo financiële compensatie, concessies in de mijnbouw en het recht voor Portugal om een fort te bouwen in Soyo, met als doel de Nederlandse invloed in het gebied terug te dringen.

## Betrokkenheid

De belangrijkste facties tijdens de Kongolese Burgeroorlog

Op verzoek van koning Rafael I werd in juni 1670 een Portugees koloniaal leger vanuit Luanda uitgezonden om de opstandige provincie Soyo, onderdeel van het Koninkrijk Kongo, te onderwerpen. De graaf van Soyo, Estêvão da Silva, trok samen met zijn broer, prins Paulo da Silva, ten strijde met een strijdmacht bestaande uit Kongolese musketiers, aangevuld met zware infanterie.
De legers troffen elkaar net ten noorden van de Mbidizirivier. De Portugezen behaalden al snel een overwinning, vergelijkbaar met hun eerdere successen in de veldslagen bij Mbwila en Mbumbi. Door het gebruik van kardoeshagel brachten de Portugezen zware verliezen toe aan het leger van Soyo, dat zich gedwongen zag zich terug te trekken. Onder de gesneuvelden bevond zich prins Paulo da Silva.
Aangemoedigd door hun overwinning namen de Portugezen de schilden van hun vijanden in beslag en rukten verder op, anticiperend op een nieuwe confrontatie op een andere locatie, in de hoop hun vaardigheid in het zwaardvechten te kunnen demonstreren.

## Nasleep
De Portugezen trokken dieper het Koninkrijk Kongo binnen, waar ze werden opgewacht en verslagen door Soyo in de Slag bij Kitombo.